# Mercè Ibarz Ibarz
Mercè Ibarz Ibarz   (Saidí, 23 de setembre de 1954) és una escriptora, periodista cultural investigadora i professora. És doctora en Comunicació Audiovisual per la Universitat Pompeu Fabra. Va iniciar la trajectòria com a periodista durant la transició espanyola, el 1976, com a redactora del diari Avui formant part de la primera generació de periodistes que van començar la seva vida professional escrivint directament en català.
Narradora i assagista, com a escriptora es va donar a conèixer el 1993 amb La terra retirada, crònica de les transformacions del món rural contemporani vistes des de Saidí i relat biogràfic. Ha destacat com a biògrafa de l'escriptora Mercè Rodoreda i ha publicat recerques i estudis sobre Luis Buñuel i sobre cinema documental. Actualment és columnista de l'edició catalana d'El País i del diari digital Vilaweb, a més de professora a la Universitat Pompeu Fabra.

## Biografia
Mercè Ibarz va néixer a Saidí, una petita localitat de parla catalana del Baix Cinca, lloc que ha reflectit en la seva obra, especialment en el díptic La terra retirada (1993) i La palmera de blat (1995), en què narra els canvis al poble i els llaços que la vida a la ciutat crea amb un món rural molt transformat i al mateix temps ancestral. Allí va viure fins als 14 anys i va realitzar els primers estudis de batxillerat.
Mercè va ser la primera dona de la seva família a poder desvincular-se de treballar la terra.
"Era el 1968 i jo tenia 14 anys, l'edat ritual que al poble volia dir començar a treballar el terme. Així havia estat per als meus pares i per al meu germà. Però jo anava cap a Lleida i després, quan acabés el batxillerat i el preuniversitari, aniria cap a Barcelona. Era una xica, les màquines ja havien arribat a l'agricultura i a casa no em necessitaven, podria seguir estudiant i fer una carrera. Una carrera." La terra retirada (pàg.11). 
El 1971 es va instal·lar a Barcelona, després d'haver passat tres anys a Lleida estudiant el batxillerat superior i preuniversitari. Acabava de crear-se la Facultat de Periodisme de la Universitat Autònoma de Barcelona i Ibarz va formar part de la primera generació de periodistes amb titulació universitària. Es va llicenciar en Ciències de la Informació el 1976 i es va doctorar a la Universitat Pompeu Fabra el 1997.

### Trajectòria professional
El 1975, amb 21 anys, va guanyar el premi de periodisme "Crida als escriptors joves" convocat per la revista Serra d'Or, amb un reportatge sobre el Baix Cinca. Amb l'aval del premi i a punt de llicenciar-se en periodisme al maig de 1976 va començar a treballar en el diari Avui, que acabava de crear-se. Fins a 1981 va treballar en la secció d'"Espanya" i posteriorment va estar adscrita a la secció de "Cultura" fins a 1986, en què va deixar el diari.
Després de publicar alguns articles en la revista d'història L'Avenç sobre ETA el 1981 va publicar el llibre Breu història d'ETA (1959-1979) (Ed. La Magrana).
De 1986 a 1989 va ser cap de redacció i després redactora cultural del Diari de Barcelona i posteriorment va començar a col·laborar en els suplements setmanals de La Vanguardia fins a 2009, com a periodista cultural d'art i fotografia.
El 1991 amb la publicació de la biografia de Mercè Rodoreda Mercè Rodoreda. Un retrat (Ed. Empúries) inicia la seva etapa de creació literària. La seva primera novel·la va ser La terra retirada (1993), que va guanyar el premi Humbert Torres 1994 atorgat per l'Institut d'Estudis Ilerdencs i Omnium Cultural, seguida per La palmera de blat (1995).
També el 1991 inicia la seva etapa docent. De 1991 a 1993 va ser professora de redacció periodística en la Facultat de Ciències de la Informació de la Universitat Autònoma de Barcelona, on ella es va formar. Posteriorment es va incorporar a la Facultat de Comunicació Audiovisual de la Universitat Pompeu Fabra, on actualment imparteix classes d'arts visuals.
En paral·lel va preparar la seva tesi doctoral Buñuel documental. Terra sense pa i el seu temps, centrada en la història del film rodat pel director aragonès en Las Hurdes el 1933.
El 1996 es va integrar en el Comitè d'Escriptores del Centre Català del PEN Club impulsat, entre altres escriptores, per Maria Mercè Marçal. Ibarz va col·laborar en diverses de les seves iniciatives: en destaca l'escriptura d'un text en el qual s'imaginava una trobada casual entre Mercè Rodoreda i Nina Berbérova al Museu del Louvre de París per als cicles Cartografies del desig organitzades a la Casa Elizalde (1997-1998).
El 2002 va publicar el llibre de relats A la ciutat en obres, amb el qual va guanyar el Premi Pedro Saputo de les Lletres Aragoneses-modalitat llengua catalana (2003) i pel qual alguns crítics la van assenyalar com una de les autores més destacades de la nova literatura catalana.
També va aprofundir en les seves lectures de l'obra de Mercé Rodoreda publicant el 2004 un nou assaig biogràfic, Mercé Rodoreda (Ed. Omega), posteriorment ampliat i editat en català el 2008 amb el títol Rodoreda. Exili i desig.
El 2014 va tornar a guanyar el premi Crítica Serra d'Or amb Vine com estàs, obra en la qual reuneix les històries orals i aborda la construcció del canal d'Aragó i Catalunya i el Consell d'Aragó en els seus primers temps a Fraga, considerat el primer govern anarquista del món. En el relat es desprèn que la Guerra Civil espanyola va tenir continuació més enllà del 39.
El 2020 va publicar Tríptic de la terra, que completa el cicle de La terra retirada i La palmera de blat. El 2023, va ser guardonada amb el premi Trajectòria i l'any 2025 va rebre la Creu de Sant Jordi atorgada per la Generalitat de Catalunya com a reconeixement a la seva tasca.
És columnista de l'edició catalana d'El País i del diari digital VilaWeb.

## Obres publicades
La seva obra ha estat traduïda al castellà i al francès, i en antologies a l'anglès i hongarès.

### Narrativa
- La terra retirada (1993)
- La palmera de blat (1995)
- A la ciutat en obres (2002)
- Febre de carrer (2005)
- No parlis de mi quan me'n vagi (2010)
- Vine com estàs (2013)
- L'amic de la Finca Roja (2017)
- Contes urbans (2022)

### Assaig i investigació
- Breu història d'ETA (1959-1979) (1981)
- Mercè Rodoreda (1991)
- Mercè Rodoreda, un retrat (1997)
- Buñuel documental. Tierra sin pan y su tiempo (1999) (en castellà, traducció de la seva tesi de doctorat)
- Un experiment seriós. Instantànies catalanes de "Tierra sin pan" de Luis Buñuel (1933) (2000)
- Gent, terra, paraules. Literatura de la Franja (2000). Editora i coautora
- L'occhio anarchico del cinema. Luis Buñuel (2001). Coautora (en italià)
- L'imaginaire transculturel de Luis Buñuel (2003) Coautora (en francès)
- Luis Buñuel. New Readings (2004). Coautora (en anglès)
- Sota el signe del drac. Proses 1985-1997 (2004) de Maria-Mercè Marçal. Curadora de l'edició i autora del pròleg
- Exile and Reconstruction: Mercè Rodoreda and visual art in the 1950s (2008) (en anglès)
- Mercè Rodoreda. Exilio y deseo (2004) (en castellà)
- Rodoreda. Exili i desig (2008)
- Barcelone. Itinéraires et bifurcations (2012) (en francès)
- Rodoreda, un mapa (2022)[15]
- No pensis, mira'm (2024)
- Abeja furiosa de su miel (2024)

### Exposicions
- Tierra sin pan. Buñuel i els nous camins de les avantguardes (1999) (català-anglès, hi ha també edició castellà-anglès). Curadora i editora del catàleg.
- L'altra Rodoreda. Pintures & Collages (2008). Curadora i editora del catàleg.
- Los humoristas del 27 (2002). Coautora del catàleg.
- 60's versus 80's. Literatura, música i arts visuals a Girona i a Catalunya (1960-1980 (2003). Coautora del catàleg.
- Cinematografías. El cartel de cine en Suecia y Dinamarca 1915-1942 (2008). Coautora del catàleg.
- Salvat-Papasseit. Poetavanguardistacatalà (2010). Coautora del catàleg.

### Participació en obres literàries col·lectives
- Dones soles: 14 contes (1995)
- Herba de prat: poemes d'Àneu (1996)
- Cartografies del desig: quinze escriptores i el seu món (1998)
- Cua de bou: literatura a les Valls d'Àneu (1999)
- Memòria de l'aigua: onze escriptores i el seu món (2000)
- Llengua abolida: 1r encontre de creadors (2000)
- Combats singulars. Antologia del conte català contemporani (2007)
- Carrers de frontera. Passatges de la cultura alemanya a la cultura catalana (2008) (en català i alemany)
- Best European Fiction 2011 (2010) (en anglès)

## Premis
- Crítica Serra d'Or (1991) per Mercè Rodoreda
- Humbert Torres (1994) per La terra retirada
- Pedro Saputo de las Letras Aragonesas-modalitat llengua catalana (2003) per A la ciutat en obres
- Crítica Serra d'Or de narrativa (2014) per Vine com estàs
- Premi trajectòria 2023 de La Setmana del Llibre en Català.[16]
- Creu de Sant Jordi (2025)[17]